# Polyclinum marsupiale
Polyclinum marsupiale är en sjöpungsart som beskrevs av Kott 1963. Polyclinum marsupiale ingår i släktet Polyclinum och familjen klumpsjöpungar. Inga underarter finns listade i Catalogue of Life.